# 阿尔托大学
阿尔托大学（芬蘭語：Aalto-yliopisto），是一所主要位于芬兰大赫尔辛基地区的大学，其由在各自领域内顶级的三所大学——赫尔辛基理工大学（1849年成立）、赫尔辛基经济学院（1911年成立）和赫尔辛基艺术设计大学（1871年成立）合并而成。阿尔托大学于2010年1月1日开始运行。阿尔托大学的校名來自於芬蘭著名建築學家、對創設阿爾托大學做出重大貢獻的阿尔瓦尔·阿尔托，创校首任校长为世界知名分子遗传学家、前瑞典皇家工学院副校长图拉·泰里（Tuula Teeri）。

## 历史
阿尔托大学的创办与芬兰近年来推行的高等教育改革、尤其是高等院校结构重组密切相关。该大学的一项目标是：到2020年，在其重点发展的学科领域内成为世界上领先的研究及教学机构之一。
2004年，由芬兰财政部的Anne Brunila领导的工作组指出现今芬兰拥有为数过多的大学及研究机构，嗜待整合与统一。2005年开学典礼上，时任赫尔辛基艺术设计大学校长于尔约·索塔马（Yrjö Sotamaa）提出了关于合并成立阿尔托大学的构想。索塔马认为此举动可以创立一个独特的多学科交汇的“创新性大学”。此构想引起了芬兰教育部的高度重视，与此同时任命Raimo Sailas调研合并三所大学的可能性。2007年，首都地区内三所大学的合并计划启动，并成为芬兰高等教育改革进程中的一项重要举措。
2008年5月29日，政府宣布新合并的大学的命名为表彰和纪念在科技，经济及艺术领域做出重大贡献的芬兰著名建筑大师阿尔瓦尔·阿尔托。原赫尔辛基理工大学校园内的许多建筑即为阿尔瓦尔·阿尔托的作品。2008年6月25日，芬兰教育部部长Sari Sarkomaa与芬兰工商业界的代表们在首都赫尔辛基签署了阿尔托大学宪章。8月15日，阿尔托大学基金会董事会成立，共有7名成员。其中，通力电梯总裁马蒂·阿拉胡赫塔（Matti Alahuhta）和欧洲科学基金会首席执行官玛丽亚·马卡罗夫（Marja Makarow）分别担任董事长和副董事长。12月19日，董事会提名现任瑞典皇家工学院副校长的芬兰人图拉·泰里为阿尔托大学首任校长。阿尔托大学与2010年1月1日开始运行，在创立该大学的过程中，芬兰大学法也被重新改写以便允许大学基金会筹集各界的捐赠。阿尔托大学基金会将在2010年之前筹集7亿欧元的资金；其中5亿来自芬兰政府，2亿由芬兰工商联合会协调、向工商界筹集。

### 理工学院历史

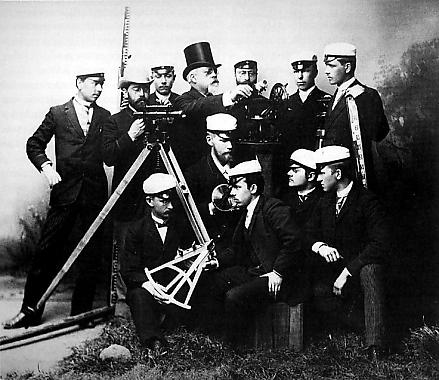
测量学系的学生及教授在赫工大早期留影。

阿爾托大學理工學院是现阿尔托大学于2010年1月至11月间对原赫尔辛基理工大学的过渡名称。旧时缩写：TKK，前稱赫爾辛基理工大學，亦有称赫尔辛基工业大学（芬蘭語：Teknillinen korkeakoulu），位于芬兰赫尔辛基卫星城埃斯波的奥塔涅米，是芬兰最好，且历史最为悠久的理工科大学，亦是欧洲顶尖的理工大学之一，在国际上享有盛誉。
赫尔辛基理工大学历史悠久，其创始可以追溯到1849年，当时，为了努力提高地方工业竞争力，及在芬兰展开系统的技术教育，在赫尔辛基区成立赫尔辛基技术学校，名为Helsingin teknillinen reaalikoulu，与另外2个在万塔和图尔库的学校齐名。1872年，学校被更名为Polyteknillinen koulu（Polytechnical School）。1878年，改为Polyteknillinen opisto（Polytechnical Institute），与此同时，另外2所学校被降级为学院。随着学校的入学和毕业比例逐年增加，学校受到更多的社会尊重与支持。在1908年更正式命名为赫尔辛基理工大学，校名沿用至今。并且，成为了芬兰境内成立的第二所大学。1955年开始修建学生村，1966年，校舍从赫尔辛基市区迁到埃斯波的奥塔涅米区。学校颁发以下方面学位：工程学位（芬蘭語：diplomi-insinööri，或DI），建筑学位，景观设计学位以及博士学位。根据芬兰理工科大学的定义，赫尔辛基理工大学原来只颁发硕士或更高级别学位；2005年实施博洛尼亚进程后，也开始颁发学士学位。芬兰工程师（理学硕士，M.Sc）和建筑师中，42%毕业于TKK，理学博士，D.Sc（Tech.）中则有50%毕业于TKK（2006年统计）。芬兰人一般认为自己的理工类大学比综合类大学稍好。目前在奥塔涅米校区大约有250多位教授以及超过1万5千名注册学生（来自90多个国家，超过1300名国际学生）。这也就意味着阿尔托大学的绝大部分都位于奥塔涅米校区内。2010年1月1日，阿尔托大学进行结构调整，原赫尔辛基理工大学划分为4个学院：電機工程学院，理学院，工学院及化学工程学院。
整个奥塔涅米校区的许多建筑都由世界著名建筑设计师阿尔瓦尔·阿尔托设计。

### 商学院历史
阿爾托大學商學院（芬蘭語：Aalto-yliopiston kauppakorkeakoulu，簡稱Aalto BIZ），2009年之前稱赫爾辛基經濟學院（芬蘭語：Helsingin kauppakorkeakoulu）位於首都赫爾辛基，乃芬蘭第二所商學院(第一所為漢肯瑞典語經濟學院1909)，始建于1911年。HSE之高階企管碩士（EMBA）2008年於英國《金融時報》教育評鑑中獲得全球第67名的殊榮；2009年10月HSE排名晉升至第55名。

### 藝術，設計與建築學院歷史

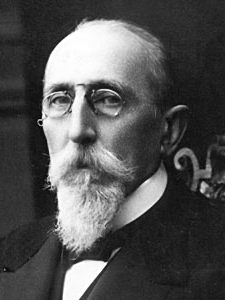
艺术与设计学院的第一任校长莱奥·梅克林。

阿爾托大學藝術，設計與建築學院（芬蘭語：Aalto-Taiteiden ja suunnittelun korkeakoulu），前稱赫爾辛基藝術設計大學（芬蘭語：Taideteollinen korkeakoulu、舊時縮寫TaiK），成立于1871年，是北歐五國最大的藝術設計類大學。Lume媒体中心（国家视听教学研发中心）也位于艺术与设计学院。截至2007年，有教师161人，行政人员及其他员工308人，本科、硕士及博士生共1968人，其中国际学生比例为16%，师生比例为1：12。现任院长为海伦娜·许沃宁教授（Helena Hyvönen）。赫尔辛基艺术设计大学的前身是1871年1月11日成立的应用艺术学院（Veistokoulu）。1885年更名为中央艺术设计学院（Taideteollisuuden keskuskoulu，也有使用Taideteollisuuskeskuskoulu这一名称）。1949年更名为艺术设计学院（Taideteollinen oppilaitos）。1973年起改为现名。1983年起，开设博士教育。1986年，搬到现址。

## 机构设置
阿尔托大学由七位成员组成的阿尔托大学基金会董事会监管。董事会决定基金会的战略，运营及财政事务，对长期规划，及校长及副校长的任命负责。合并后的阿尔托大学现设置六个学院及其他独立单位，每个学院有多个科系及独立的实验室组成。阿尔托大学学生会是阿尔托大学的学生组织，所有在学校注册的学生都是学生会的成员。其选举的管理阶层由学生代表议会和董事会组成。学生会负责事务众多，例如学生住房，娱乐及健康保健等。

### 藝術設計與建築學院
阿爾托大學藝術設計與建築學院（School of Arts, Design and Architecture）是一个致力于设计、视听传播，艺术教育的国际性学院。它提供艺术、设计、新媒体、艺术教育、视觉文化、电影、动画及产品设计在内的多学科，多领域的学士，硕士及博士课程。
- 設計學系
- 建築學系
- 藝術學系
- 電影，電視與劇場設計系
- 媒體學系

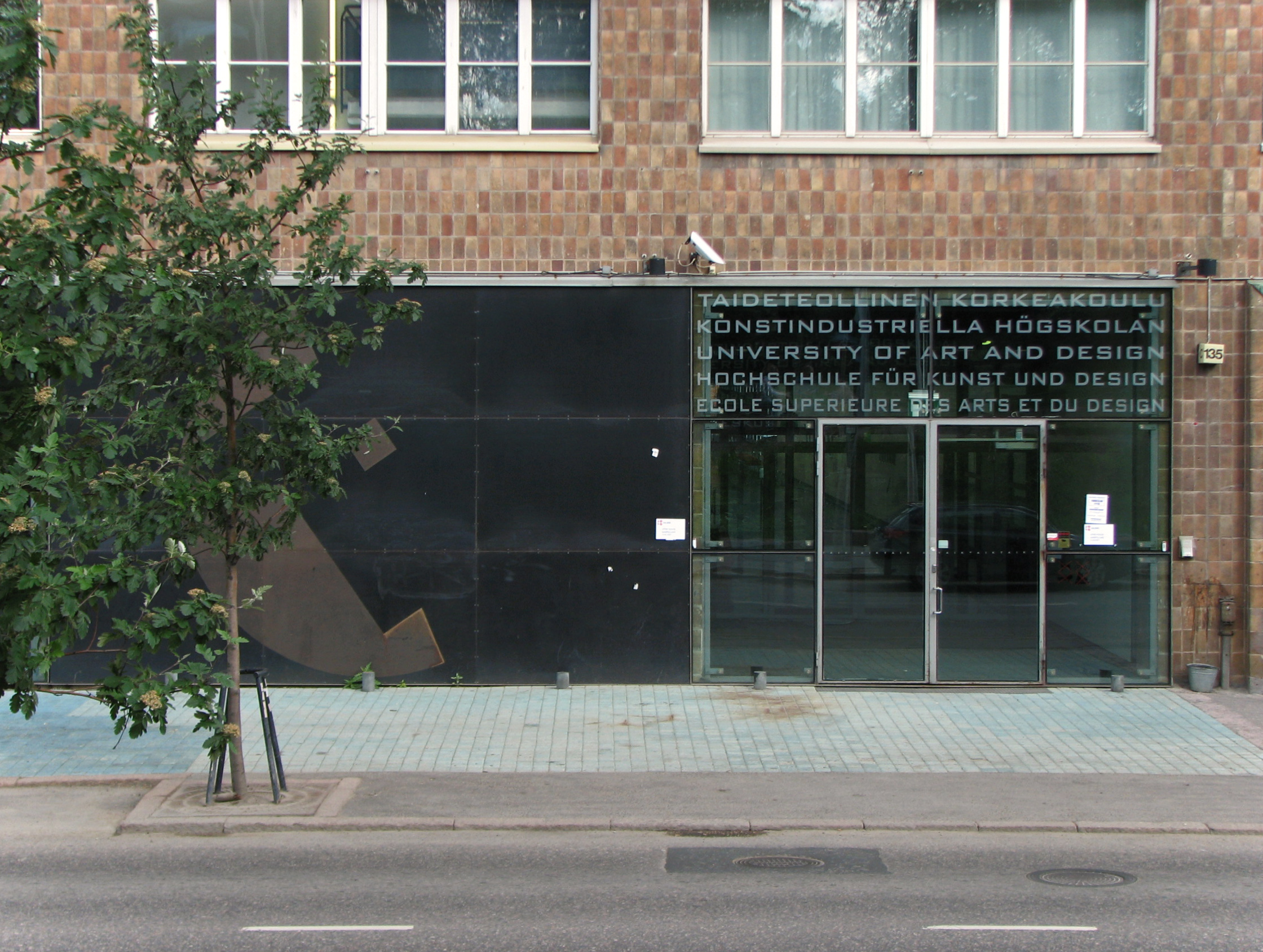
阿爾托大學藝術設計學院

- Lume媒體中心（Media Centre Lume）
- 西芬蘭設計中心Muova (Western Finland Design Centre Muova)

### 商学院
阿尔托大学商学院是芬兰最大且最领先的商学院，它提供商业领域内的世界级的学习及研究环境。經濟學院現擁有全球三大企管教育之同時認證，分別是英國頒發的AMBA（Association of MBAs）、歐洲的EQUIS (The European Quality Improvement System)，以及美國的AACSB。現今世界同時得此三大認證的大學不過35所。
- 会计系（Department of Accounting）
- 交流与传播学系（Department of Communication）
- 经济学系（Department of Economics）
- 金融学系（Department of Finance）
- 信息及服务经济学系（Department of Information and Service Economy）
- 管理学系（Department of Management）
- 市场营销学系（Department of Marketing）
- 市场转型研究中心（Center for Markets in Transition，CEMAT）
- 知识与创新研究中心（Center for Knowledge and Innovation Research，CKIR）
- 米凱利（Mikkeli）校区
- 中小企业研究中心（Small Business Center）
- 创业中心（Start-Up Center）

### 化学工程学院
- 生物工学及化学工学系（Department of Biotechnology and Chemical Technology）
- 化学系（Department of Chemistry）
- 材料科学及工程系（Department of Materials Science and Engineering）
- 森林产品学系（Department of Forest Products Technology）
- 新型材料研究中心UMK （Center for New Materials）

### 电气工程学院
- 电气工程及自动化系 （页面存档备份，存于）
- 微奈米科學系 （页面存档备份，存于）
- 无线电科学及工程系 （页面存档备份，存于）
- 信号处理及声学系 （页面存档备份，存于）
- 通信及网路工程系 （页面存档备份，存于）

其他单位
- 阿尔托纳米中心 （页面存档备份，存于），为阿尔托大学与芬兰国家技术研究中心VTT合作建立的纳米研究机构
- Metsähovi射电天文台 （页面存档备份，存于）

### 工学院
- 能源技术学系（Department of Energy Technology）
- 工程设计系（Department of Engineering Design and Production）
- 测量学系（Department of Surveying）
- 结构工程及建筑技术系（Department of Structural Engineering and Building Technology）
- 应用力学系（Department of Applied Mechanics）
- 土木及环境工程系（Department of Civil and Environmental Engineering）
- TKK Lahti中心
- 城市及区域研究中心
- 能源技术研究中心（Center for Energy Technology，CET）
- 屋宇设备技术研究所（Institute of Building Services Technology）

### 理学院
- 生物医学工程及计算科学系（Department of Biomedical Engineering and Computational Science）
- 数学及系统分析系（Department of Mathematics and Systems Analysis）
- 媒体科技系（Department of Media Technology）
- 应用物理系（Department of Applied Physics）
- 信息及计算科学学系（Department of Information and Computer Science）
- 计算机科学及工程系（Department of Computer Science and Engineering）
- 工业工程及管理系（Department of Industrial Engineering and Management）

### 独立单位
- 阿尔托创业中心
  - Aaltoes（英语：Aaltoes）（阿尔托创业协会），在奥塔涅米校园内
- 阿尔托大学图书馆
- 阿尔托大学职业发展研究中心
- “工厂”–跨学科合作网络：[23]
  - 设计工厂 （页面存档备份，存于）
  - 媒体工厂 （页面存档备份，存于）
  - 服务工厂
- 阿尔托科学研究所 （页面存档备份，存于）–跨学科研究机构
- 赫尔辛基信息科技研究所（与赫尔辛基大学合作）
- 赫尔辛基物理研究所（由阿尔托大学，赫尔辛基大学，于韦斯屈莱大学，拉普兰塔理工大学，坦佩雷理工大学合作）

## 研究与教学

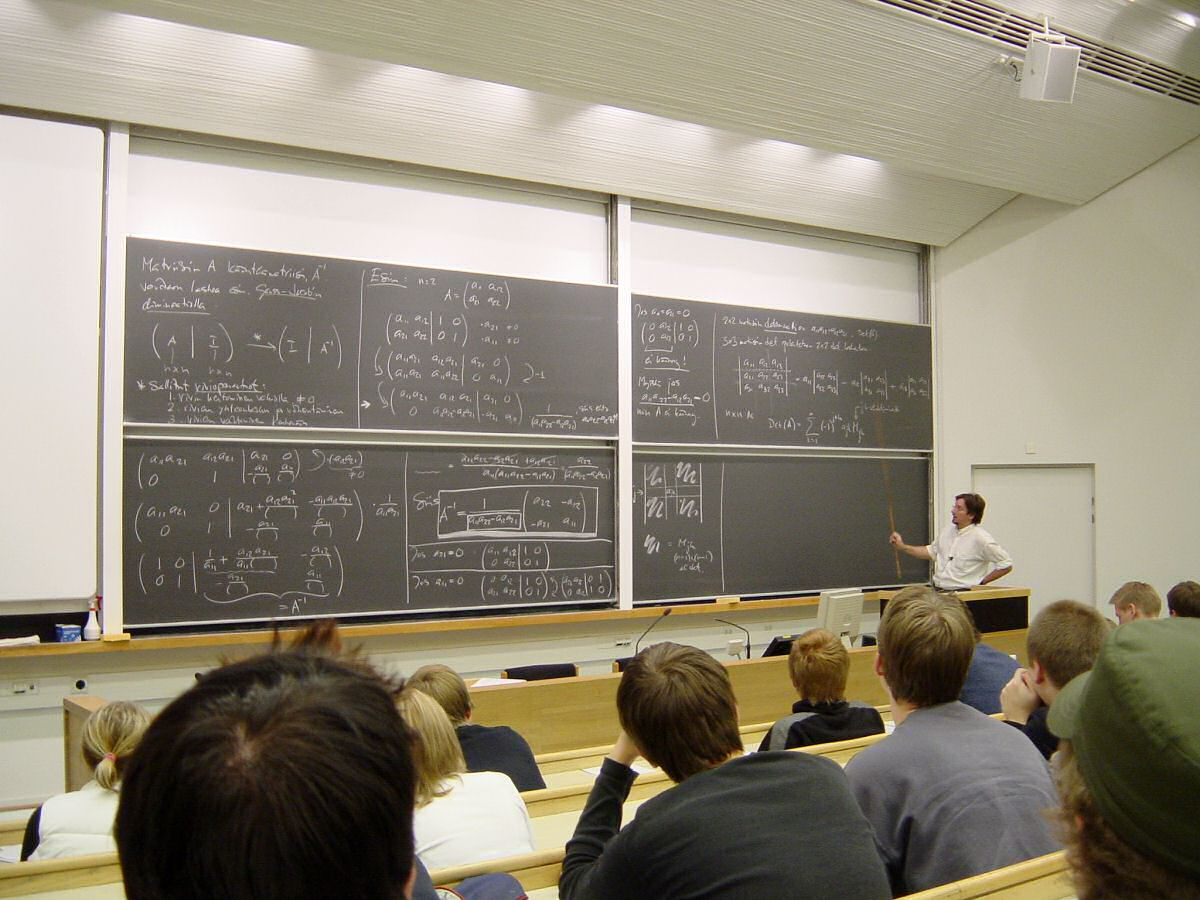
一堂在主楼里面研究生的高等数学课

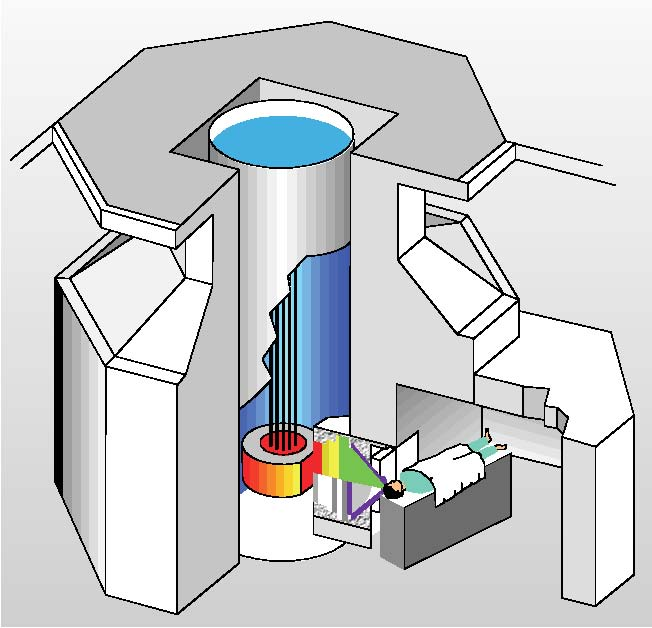
在奥塔涅米的VTT FiR-1反应装置, FiR-1被转化应用于中子捕获治疗.

### 经济及商科
阿尔托大学商学院提供宽泛的经济领域内的学士，硕士，及博士课程，同时提供面向商业领域内的MBA项目。在其学位项目中，商学院提供三年制学士学位和接下来的两年硕士学位的二阶学位结构。博士学位通常需要四年。商学院有两个校区，主校区位于赫尔辛基市中心。在这个校区内，学院提供五个学士学位项目（其中两个项目用英语授课），及15个硕士项目，包括欧盟硕士项目 CEMS MIM及三个与阿尔托其他学院联合培养的硕士项目。大部分的硕士课程用英语授课。米凯利校区坐落于距赫尔辛基230公里的米凯利市，其提供的国际商业学士课程用英语授课。

#### EMBA项目
阿尔托  EMBA 课程由阿尔托 Executive Education 提供。学院在赫尔辛基，中国，新加坡，韩国，台湾，及波兰提供EMBA项目的教学。从全球著名商学院聘请客座教授进行讲学，其中包括艾默理大学，ESADE，INSEAD，UCLA等。

#### CEMS管理硕士
CEMS，全球管理教育联盟，是由世界范围内的25个成员学校及57个享有盛誉的企业组成的的教育联盟组织，每个成员学校均是该国的顶尖学校。
CEMS国际管理硕士课程为不同语言，不同文化背景的研究生提供世界顶级的教育及职业经验。阿尔托大学CEMS企业伙伴是通力电梯，诺基亚和斯道拉恩索。阿尔托学生除参与正常硕士项目外，还可以申请CEMS国际管理硕士项目。

### 工程技术及科技领域
理工学院提供的工程学位（DI）都是“大学工程学位”（"university engineer"），一个硕士学位需要5年完成（中值来说），与此不同的是建筑学硕士学位（M.Sc in Architecture）和景观建筑学硕士学位（M.Sc in Landscape Architecture）。从2005年开始，根据博落尼亚标准，所有学生在DI或者建筑学硕士学位之前必须先完成一个中间学位。这个学位就是通常所说的本科学位（tekniikan kandidaatti, TKK）。赫尔辛基理工大学除了一些国际项目学科外，本身不全面提供本科学位。在校学生只会作为研究生而被接纳。外籍学生要求拥有本科学位才可进行课程进修，因为只有研究生课程才是完全英语授课。博士学位通常被授予科学博士学位[Doctor of Science (Technology)]，缩写为D.Sc（Tech.）。阿尔托大学在众多研究领域均有建树，并拥有十数个国家级卓越研究中心。其低温实验室创下了世界最低温度记录；其移动通信领域的研究和教学处于国际一流水平；而与木材处理相关的化学技术同样在世界范围内领先。赫尔辛基理工大学每年跟芬兰各领域的工业巨头有很多合作项目，如诺基亚及其他信息与通信技术公司、森林工业、机械工程、化学品和纳米技术，以及芬兰国防部和VTT技术研究中心。世界上最早的商业化全合成——樟脑即由赫尔辛基理工大学首位化学教授Gustaf Komppa研制成功。诺贝尔化学奖获得者阿尔图里·维尔塔宁也曾在赫尔辛基理工大学化学系担任教授。近年来，TKK投巨资于纳米技术的研究，并拥有北欧及波罗的海国家中最大的无尘室，及欧洲最大的显微镜集群。自2008年以来，诺基亚研发中心与阿尔托大学合作在学校建立研究中心，致力于建立共同研发项目以及加强诺基亚与阿尔托大学研究人员的互动。

#### Erasmus Mundus硕士项目
该项目是欧洲高等教育领域内的一个合作项目，也是一个交流项目。旨在提高欧洲高等教育的质量，并通过与第三世界国家的合作来加强文化间的交流。该计划通过设置高质量的硕士课程，接纳世界各地的大学生和教育界人士在欧洲的大学里进行硕士课程的学习，鼓励欧洲的大学生和教育界人士到第三世界国家学习，以达到加强欧洲各国在高等教育领域的合作以及与国际间的交流。

#### 手机通讯和电器工程
赫尔辛基理工大学以其在手机通讯工程方面艺术级的研究而闻名，与诺基亚和爱立信的协作过程中，赫尔辛基理工大学正在手机工程方面始终扮演着一个举足轻重的活跃角色。

#### 卓越研究中心
卓越研究中心由芬兰科学院（Academy of Finland）作为最高研究中心选定而成，其代表国家顶尖科研水平，并且分批定期由芬兰科学院出资。现在在阿尔托大学内的卓越研究中心有以下单位。
- 智能与新型无线电研究中心（Smart and Novel Radios Research Unit, SMARAD） （页面存档备份，存于）（2002-2007）、（2008-2013）
- 生物及纳米高分子研究中心（Bio- and Nanopolymers Research Group，2002-2007）
- 自适应信息学研究所（Adaptive Informatics Research，2006-2011）
- 计算机复杂系统研究所（Computational Complex Systems Research）（2006-2011）
- 计算机纳米科学研究中心（Computational Nanoscience，2006-2011）
- 低温量子现象及设备研究中心（Low Temperature Quantum Phenomena and Devices，2006-2011）
- 系统神经科学及神经影像学研究中心（Systems Neuroscience and Neuroimaging Research，2006-2011），与赫尔辛基大学合作
- 数据算法分析研究中心（Algothrimic Data Anylysis，2008-2013，与赫尔辛基大学）合作
- 赫尔辛基大脑研究中心（Helsinki Brain Research Centre or HBRC）, with University of Helsinki and the Hospital District of Helsinki and Uusimaa，2002-2007）
- 应用电子学研究中心（Applied Electronics Laboratory）, as a part of Helsinki Brain Research Centre, HBRC (2002-2007)
- 逆问题研究中心（Centre of Excellence in Iverse Problems）, 与赫尔辛基大学、奥卢大学和拉彭兰塔科技大学（2006-2011）合作

## 文化及学生生活

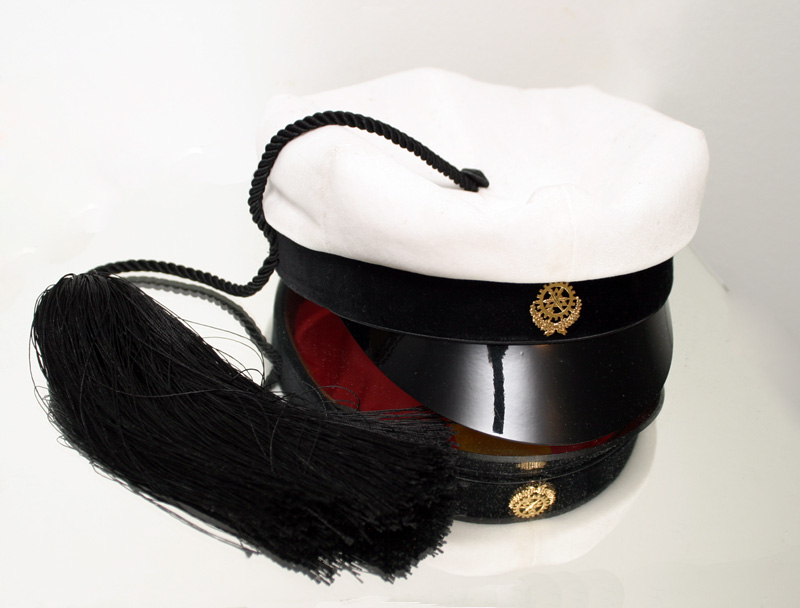
传统芬兰技术学生帽（teekkarilakki），赫尔辛基工业大学型，TKK型，在镜子上的一张照片。

AALTO以其丰富的学生社团活动及科技学生会（teekkaris）组织闻名，出席多数公共活动时，他们经常带着一顶别致的帽子且穿着有特点的工装裤。社团也经常组织重要的慈善活动。
阿尔托大学学生会（AYY）为芬兰会员数最多的学生会，其在学生生活中扮演不可或缺的重要角色。每位就读于阿尔托大学的学士及硕士学生自动成为阿尔托大学学生会的成员，博士学生采取自愿的原则加入学生会。AYY的目的是代表学生，发觉学生们的兴趣所在，并为此提供支持。AYY为其会员提供多种多样的服务，如健康保健，娱乐及住房服务。现有的三所大学的学生会，即赫尔辛基理工大学学生会（TKY）、赫尔辛基经济学院学生会（KY）和赫尔辛基艺术设计大学学生会（TOKYO）于2010年合并并入阿尔托大学学生会。但TOKYO将另成立TOKYO ry，为阿尔托大学的艺术类学生提供服务。
TKY、KY和TOKYO于2008年3月联合启动了阿尔托大学学生会的创建工作。阿尔托大学学生会首次选举在2009年春季进行。候选人提名始于2月份，最终的选举定于4月份。此次选举将选出45名理事会代表，任期自2009年8月1日至2011年12月31日。

### 学生住宿
奥塔涅米的住宿地区名为（芬兰语）Teekkarikylä（科技学生村），其大部分为学生会所有，部分为HOAS（赫尔辛基学生住房基金）所有。截至2005年，学生村为大约2600名学生提供住房。
奥塔涅米校园住宿区的建设始于1950年，当时的第一栋建筑是为了给参加1952年赫尔辛基奥运会的部分运动员提供住宿。一些校园的建筑材料来源于在第二次世界大战期间被前苏联自己的炸弹破坏的前苏联大使馆。后来在一些国际比赛中学生村陆续又被用于接待各国运动员住宿，比较著名的是2005年第十届世界田径锦标赛。在国际上同类建筑中，奥塔涅米学生村建筑质量非常之高。
校园包含了以前学生会的建筑和会展中心Dipoli, Dipoli的设计者为Reima和Raili Pietilä，其完工于1966年。1993年以后，由于其高昂的维护费用，会展中心的产权从学生会移交到学校。现时经常被用来会展，会议及学生派对。

## 校区

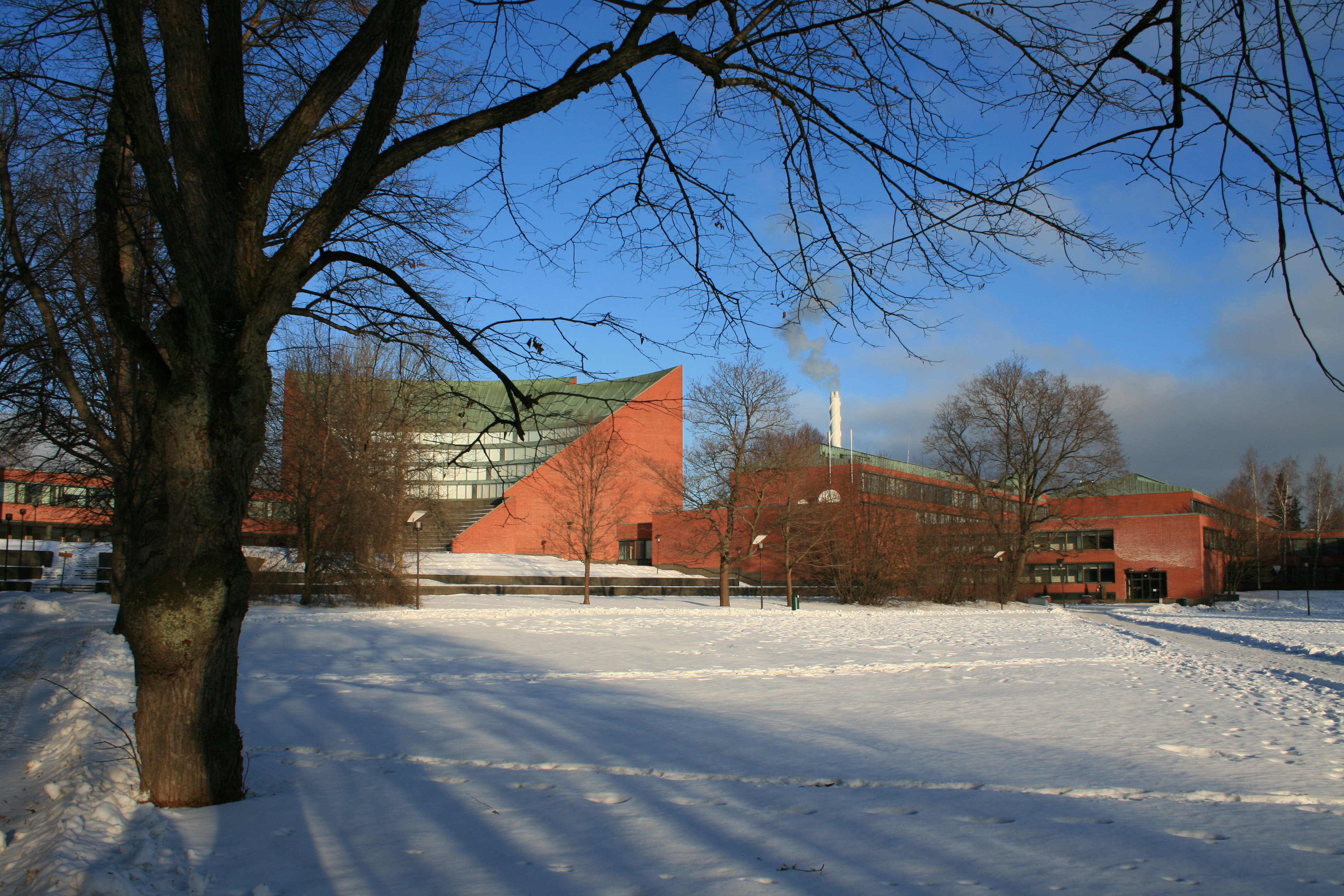
位于奥塔涅米的阿尔托大学主校区

由三所大学合并而成的阿尔托大学将拥有多个校区，其中主校区位于赫尔辛基大区，分别是赫尔辛基蝶略（Töölö）的原赫尔辛基经济学院校区、赫尔辛基阿拉比亚（Arabia）的原赫尔辛基艺术设计大学校区、以及埃斯波奥塔涅米（Otaniemi）的原赫尔辛基理工大学校区。
阿尔托大学的主校区坐落于埃斯波市的奥塔涅米区。数个高科技公司、芬兰森林工业联合实验室、以及高新技术创业服务中心（芬蘭語：和芬蘭語：）也同时坐落于此。阿尔托大学奥塔涅米校园紧邻芬兰生命科学中心，及数家国际知名的企业集团总部，如诺基亚、通力电梯、富腾电力等。此地区距离赫尔辛基仅15分钟车程。阿尔托大学经济学院及艺术与设计学院的设施也逐步移入该校区，并保留经济学硕士层次课程在赫尔辛基。
阿尔托大学校园的硬件设施非常齐全且先进，电脑每年更新，软件及时升级，其校园网络完全免费，速度快。学校计算机使用UNIX和WINDOWS XP两大操作系统，学生从学校IT Desk注册后，取得用户名，可以随时（一天24小时，一周7天）免费进入机房使用电脑和英特网。
除了首都地区，阿尔托大学在拉赫蒂、米凯利、波里和瓦萨也拥有分校区。这四个校区分别源自原赫尔辛基理工大学拉赫蒂中心、原赫尔辛基经济学院米凯利分校、原赫尔辛基艺术设计大学艺术与媒体系、以及西芬兰设计中心（原赫尔辛基艺术设计大学与瓦萨大学共建）。
藝術設計學院校园自1986年起搬到赫尔辛基市东北部的阿拉比亚区域（Arabia）。这片区域是赫尔辛基历史最悠久的老工艺厂区，分布着Arabia陶瓷制品公司等工艺品厂家。而且赫尔辛基市要求这一区域内的所有厂家都必须从建筑用款中分配1-2%用于艺术方面的建设。因此，艺术在这里成为一项重要的元素，也使阿拉比亚区域获得“艺术设计之城”的美誉。
艺术与媒体系设在芬兰西部城市波里，距赫尔辛基约250公里。

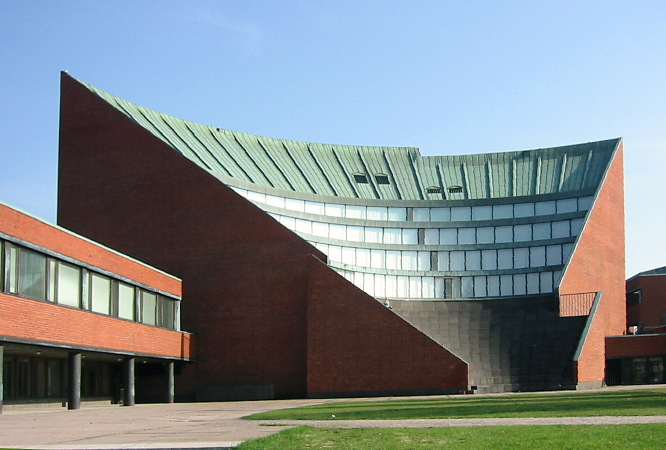
阿尔瓦尔·阿尔托里程碑性的圆形阶梯式主楼礼堂设计，里面主要是大礼堂，外面的小型阶梯可以用于娱乐和其他活动
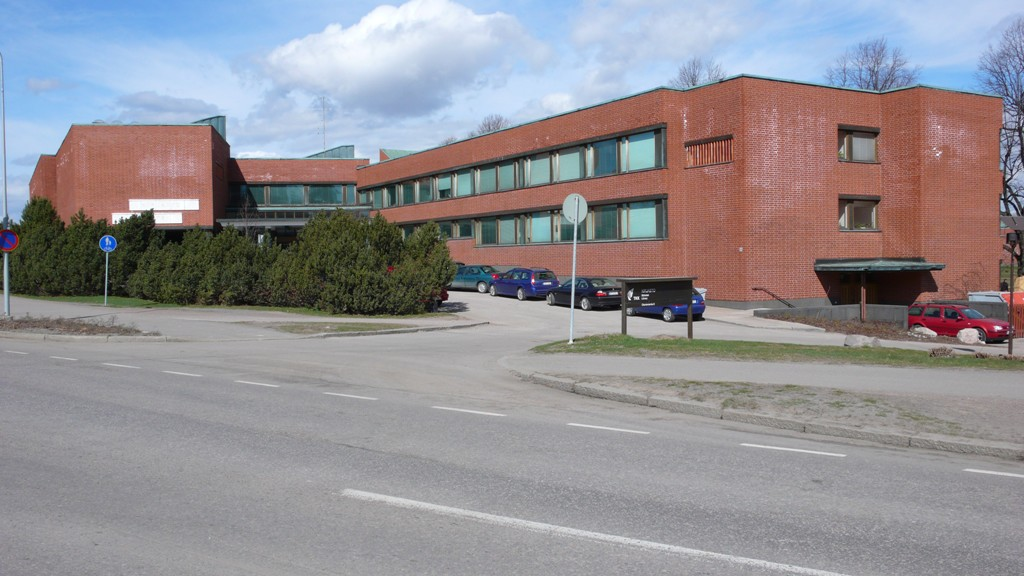
奥塔涅米校区内，由阿尔瓦尔·阿尔托设计，建造于1970年的主图书馆。
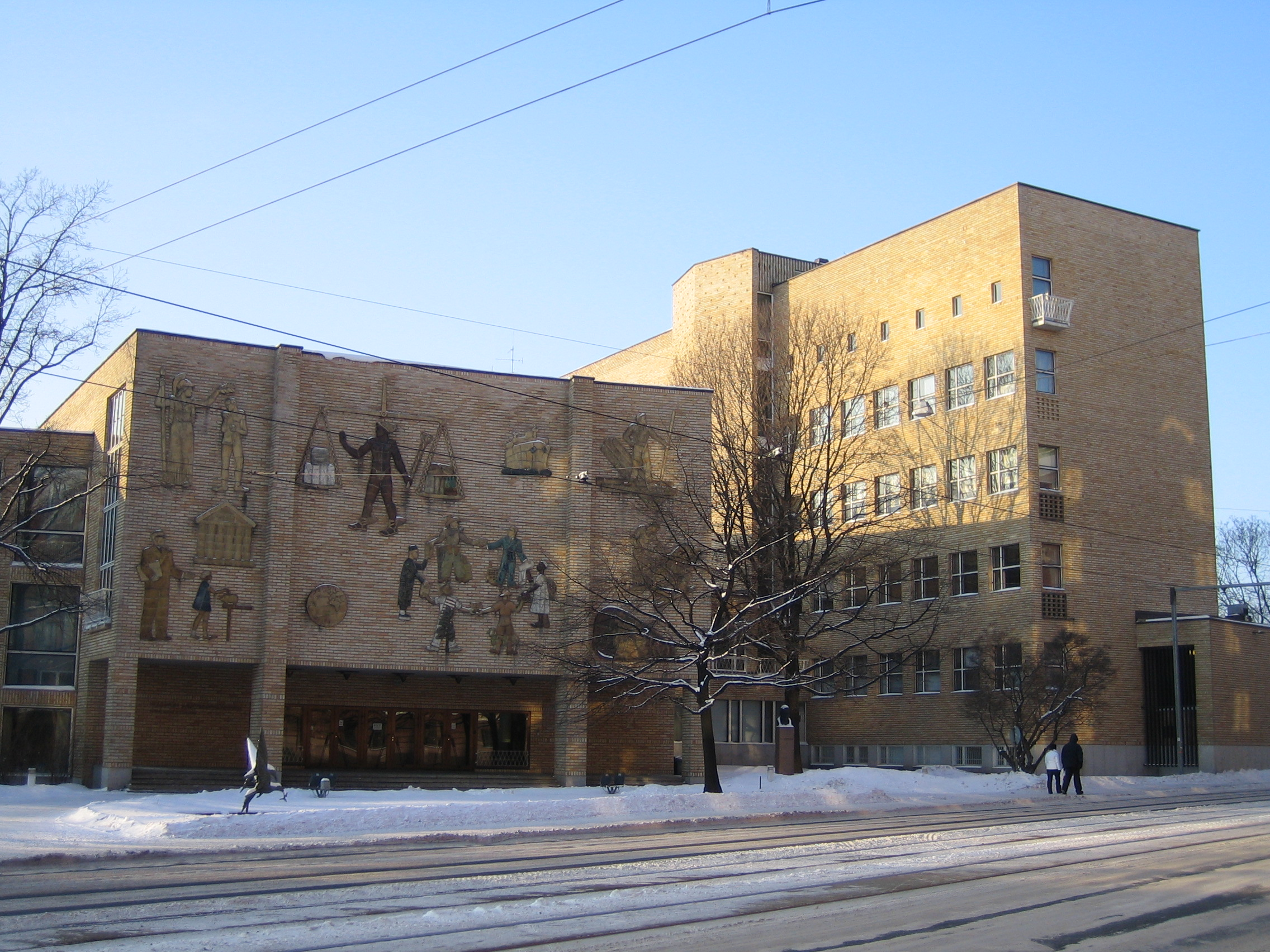
坐落在Töölö校区商学院主楼。
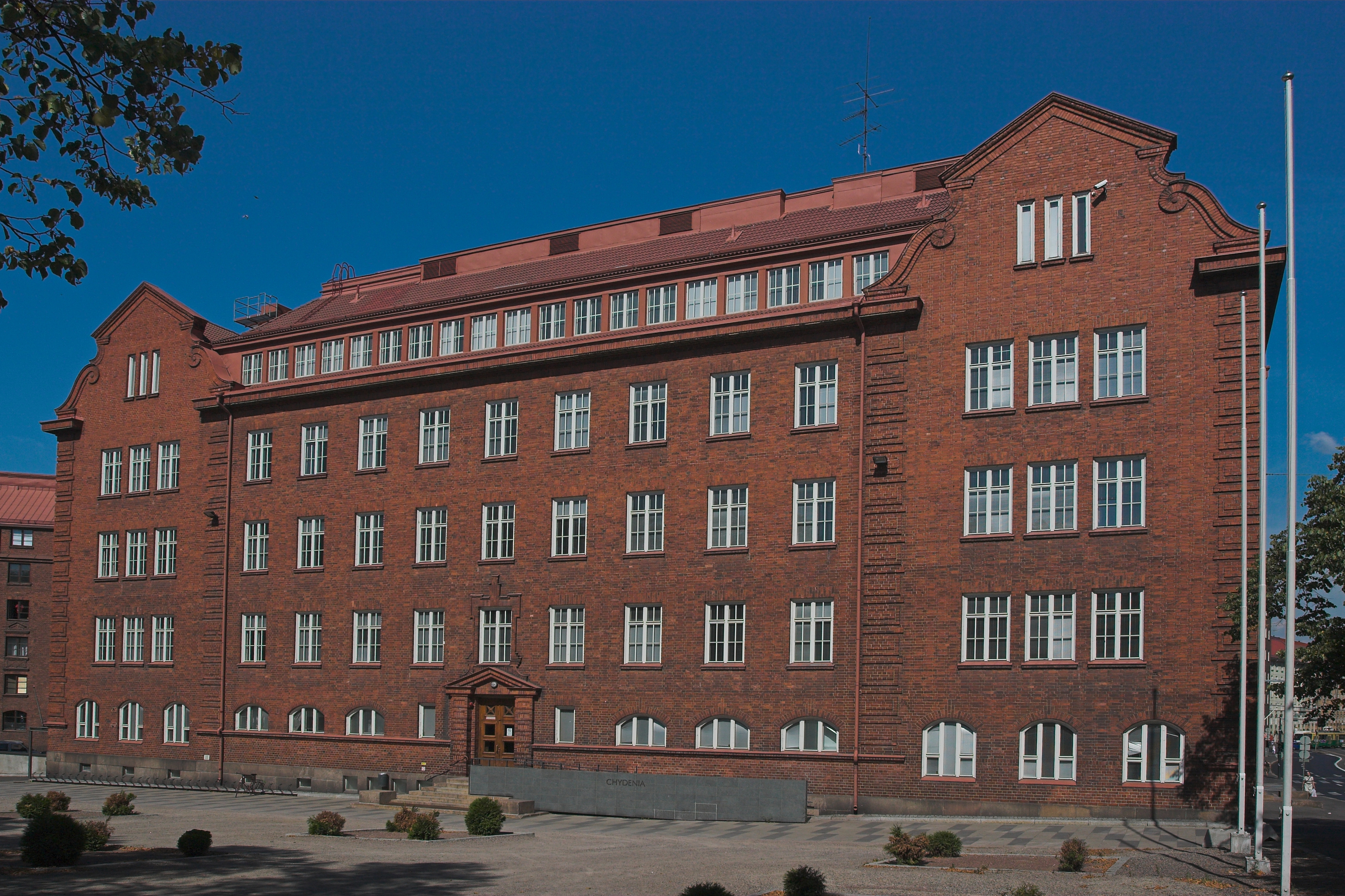
商学院的Chydenia建筑。

## 国际交流
阿尔托大学与世界上多所知名大学建立了合作伙伴关系，每年均有学生交换项目。藝術設計學院与世界上150多所院校签署了合作协议。近年来重点加强了与东南亚、日本、中国大陸和韩国院校的合作。此外，阿尔托大学艺术与设计学院还加入了北欧的Nordplus、欧洲的Erasmus等校际交流项目。藝術設計學院是“国际艺术、设计及传媒院校协会”（Cumulus - International Association of Universities and Colleges of Art, Design and Media）的成员。这个协会由阿尔托大学与英国皇家藝術学院发起，于1990年创办，现有140所成员院校，秘书处设在藝術設計學院。协会定期组织学术会议和艺术展览，进行校际人员交流和教研合作，也和工业界建立了联系。阿尔托大学还通过Cirrus组织与北欧和波罗的海国家的20所院校合作。此外，藝術設計學院创办了“一流设计研究与创新中心网络”（Network of Leading Design Research and Innovation Centers，NELDRIC），成员包括来自欧洲、亚洲和北美的15家艺术设计类大学和研究中心。
為擴展影響力，阿尔托大学经济学院於新加坡、南韓首爾、台灣台北、波蘭波茲南亦設有分校。目前经济学院於國際上的校友計有1500餘名。

### EMBA在台湾
2008年2月东吴大学与赫尔辛基经济学院签署校际合作，合办「全球领导高阶企业管理硕士学程」，由东吴大学商学院与赫尔辛基经济学院采『聯合教学』的模式进行。

### 与中国大陸大学的合作
以下为与中国大陸有交换项目或合作关系的院校：
- 理工学院：清华大学、北京大学、香港大学、香港城市大学、复旦大学、浙江大学、中南大学、同济大学、北京邮电大学、西南财经大学

- 艺术设计与建筑学院：中央美术学院、清华大学、广东工业大学艺术设计学院、景德镇陶瓷学院、江南大学、同济大学建筑与城市规划学院

- 商学院：北京大学光华管理学院、复旦大学管理学院、上海交通大学上海高级金融学院、中国人民大学商学院、清华大学经济管理学院、同济大学经济管理学院、香港科技大学工商管理学院、香港城市大学、澳门大学、西南财经大学、苏州大学东吴商学院

## 著名校友
毕业于阿尔托大学或曾于阿尔托大学任教和就教的著名学者、知名政治军事人物和其他社会知名人士：

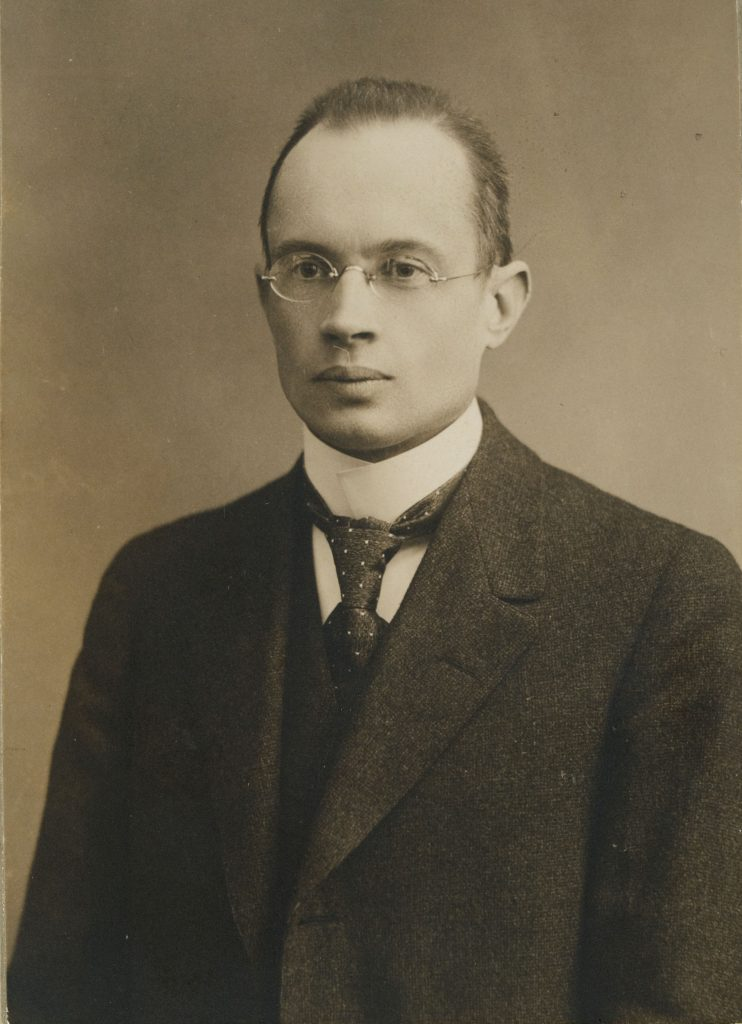
贡纳尔·努德斯特伦 D.Sc. 教授 物理学家
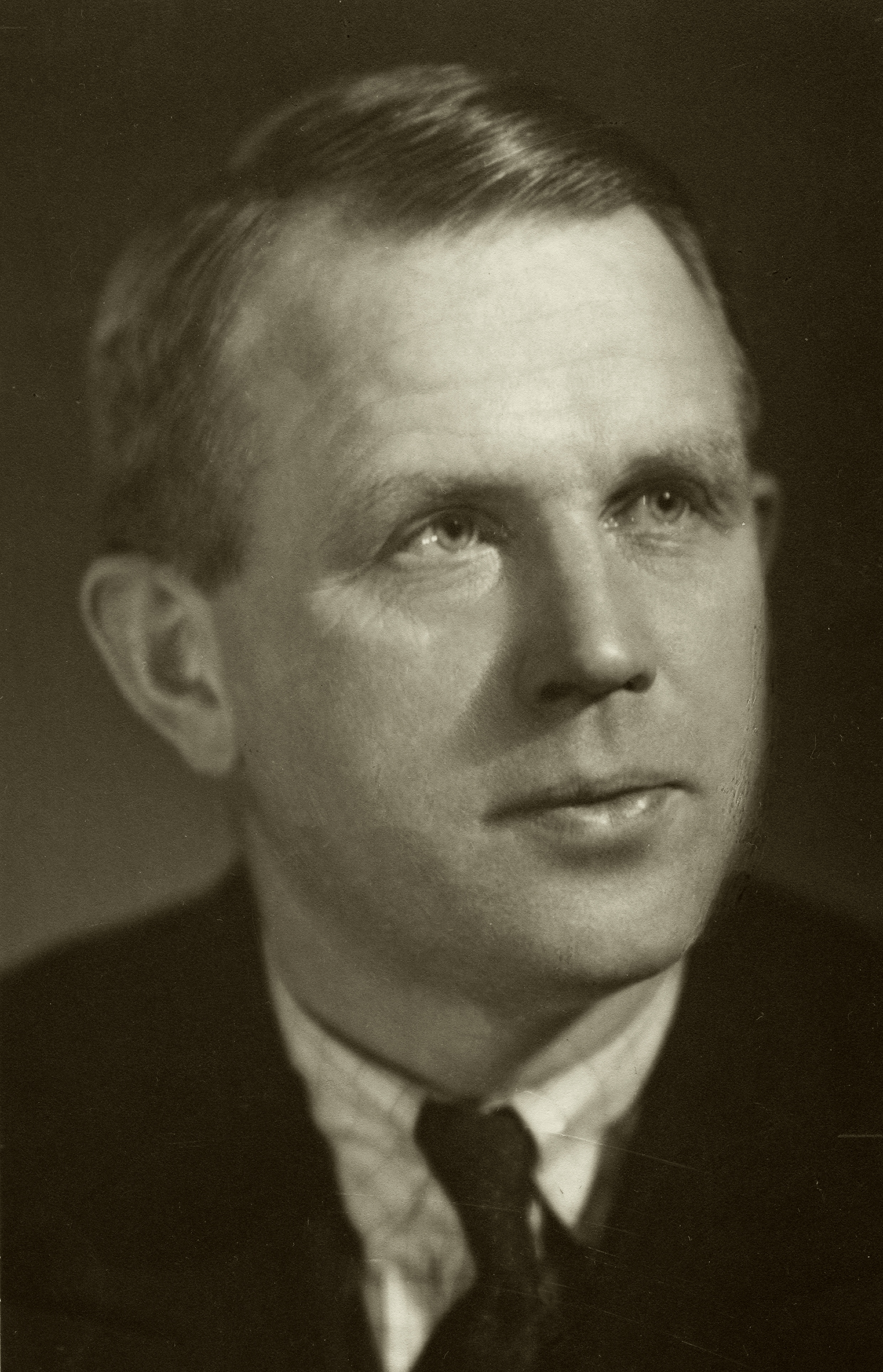
阿尔图里·伊尔马里·维尔塔宁 D.Sc. 教授 诺贝尔奖获得者
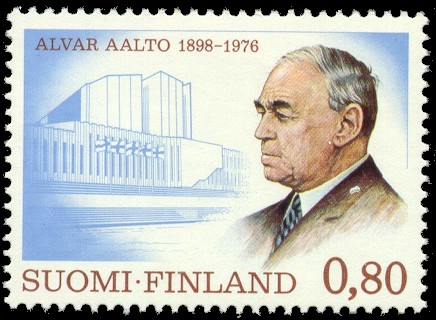
阿尔瓦尔·阿尔托 M.Sc（Arch.） 世界著名建筑师
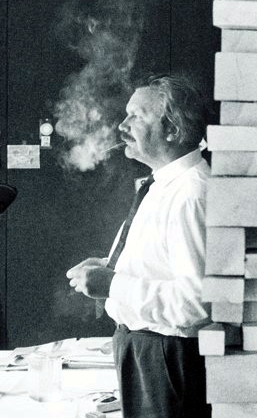
塔皮奥·维尔卡拉 著名设计师
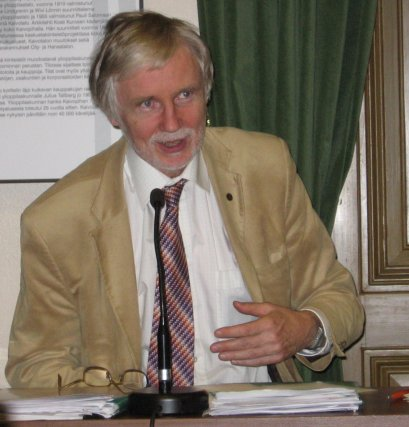
埃尔基·图奥米奥亚 D.Soc.Sc. 政治家
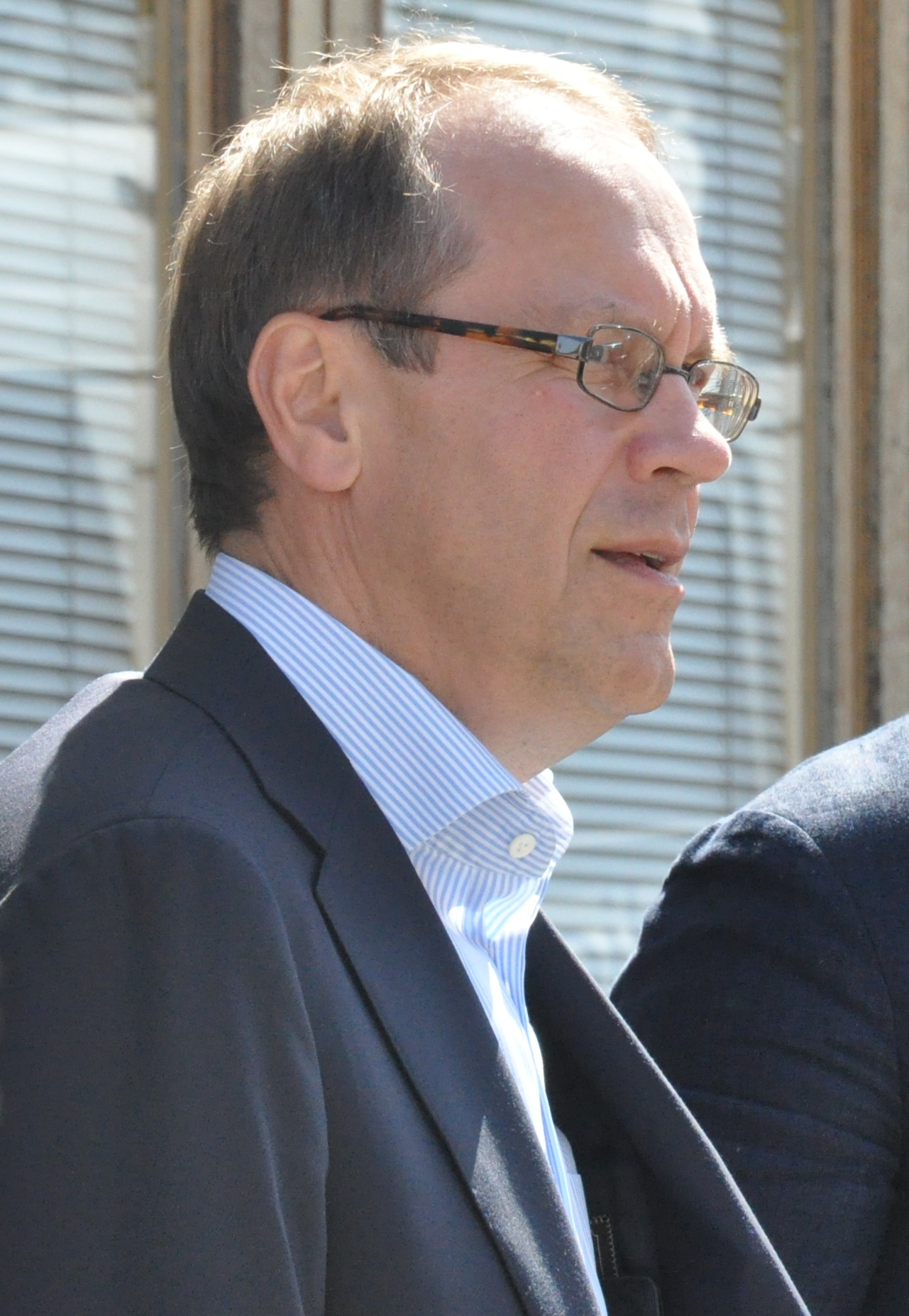
约玛·奥利拉（英语：Jorma Ollila） M.Sc.（Tech.）, M.Pol.Sc., M.Sc.（Econ.） 皇家壳牌董事会主席，原诺基亚董事会主席